# Barjonia
Barjonia es un género de fanerógamas de la familia Apocynaceae. Contiene 17 especies. Es originario de América del Sur. Se distribuye por Brasil (Goiás, Mato Grosso do Sul, Minas Gerais, Paraná, São Paulo), Surinam y Bolivia.

## Descripción
Son arbustos o plantas herbáceas erectas que alcanzan los 40-100 cm de altura. Las hojas sésiles a subsésiles, herbáceas y coriáceas de 1.5-5 cm de largo, 0.8-3.5 cm de ancho (progresivamente son más pequeñas hacia el ápice), oblongo triangulares - deltadas a ovadas, basalmente redondeadas a cordadas, con el ápice agudo,  glabras, con muchos pares estrechamente espaciados de nervios laterales. Las inflorescencias extra axilares o terminales, siempre una por cada nodo, con 3-8 flores.

## Taxonomía
El género fue descrito por Joseph Decaisne y publicado en Prodromus Systematis Naturalis Regni Vegetabilis 8: 512. 1844.

## Especies
| - Barjonia acerosa - Barjonia chloraefolia - Barjonia cymosa - Barjonia deltoidea - Barjonia ditassoides - Barjonia erecta - Barjonia glazioui - Barjonia grazielae - Barjonia harleyi | - Barjonia laxa - Barjonia linearis - Barjonia obtusifolia - Barjonia parva - Barjonia platyphylla - Barjonia racemosa - Barjonia triangularis - Barjonia warmingii |